# Serra de Bonaire
La Serra de Bonaire és una serra situada als municipis de Castellet i la Gornal a la comarca de l'Alt Penedès i Vilanova i la Geltrú a la del Garraf, amb una elevació màxima de 302 metres. Es troba entre el pla de les Palmeres i la Talaia, damunt de cal Baró.